# Nagurus matekini
Nagurus matekini là một loài chân đều trong họ Trachelipodidae. Loài này được Borutzkii miêu tả khoa học năm 1948.